# Єроники
Єроники (пол. Jeroniki) — село в Польщі, у гміні Хорощ Білостоцького повіту Підляського воєводства.
Населення — 78 осіб (2011).
У 1975-1998 роках село належало до Білостоцького воєводства.

## Демографія
Демографічна структура станом на 31 березня 2011 року:
|          | Загалом | Допрацездатний вік | Працездатний вік | Постпрацездатний вік |
| -------- | ------- | ------------------ | ---------------- | -------------------- |
| Чоловіки | 36      | 11                 | 21               | 4                    |
| Жінки    | 42      | 5                  | 25               | 12                   |
| Разом    | 78      | 16                 | 46               | 16                   |